# Wojciech Łukasiewicz
Wojciech Łukasiewicz (ur. 4 lutego 1985 r. w Warszawie) – polski rugbysta występujący na pozycji środkowego ataku w AZS AWF Warszawa, reprezentant Polski.

## Kariera klubowa
Łukasiewicz jest wychowankiem Skry Warszawa, w której zaczynał w 2003 roku. W swoim macierzystym klubie grał w sezonach 2003/2004 (II liga, awans) i 2004/2005 (I liga, spadek). Pierwszą część kolejnego sezonu spędził w drugoligowej Skrze, natomiast drugą na wypożyczeniu w AZS AWF Warszawa, z którym to zespołem zdobył mistrzostwo Polski w odmianie siedmioosobowej. Podobnie rzecz miała się w dwóch kolejnych sezonach, 2006/2007 i 2007/2008, kiedy to Łukasiewicz zdobył z Akademikami odpowiednio brązowy i złoty medal Mistrzostw Polski. W przerwie letniej wychowanek Skry na stałe przeniósł się do drużyny AZS AWF. W zespole tym rozegrał jednak tylko jeden sezon, gdyż latem 2009 roku przeniósł się do Orkana Sochaczew. Po dwóch sezonach gry dla klubu z Sochaczewa (w sezonie 2009/2010 brązowy medal mistrzostw Polski zarówno w odmianie piętnasto-, jak i siedmioosobowej), Łukasiewicz ponownie dołączył do warszawskich Akademików.
W 2006 roku Wojciech Łukasiewicz został wyróżniony przez portal Rugby.Info.pl, który umieścił go w „piętnastce roku” wśród młodzieżowców (do 21 lat); był on także nominowany do tytułu Zawodnika Roku 2010 w plebiscycie portalu RugbyPolska.pl.

### Statystyki
| Liczba punktów na sezon | Liczba punktów na sezon | Liczba punktów na sezon | Liczba punktów na sezon |
| Sezon                   | L. pkt.                 | Klub                    | Liga                    |
| ----------------------- | ----------------------- | ----------------------- | ----------------------- |
| 2003/2004               | 10                      | Skra Warszawa           | II liga                 |
| 2004/2005               | 15                      | Skra Warszawa           | I liga                  |
| 2005/2006               | 30                      | Skra Warszawa           | II liga (j)             |
| 2005/2006               | 30                      | AZS AWF Warszawa        | I liga (w)              |
| 2006/2007               | 0                       | Skra Warszawa           | I liga (j)              |
| 2006/2007               | 15                      | AZS AWF Warszawa        | I liga (w)              |
| 2007/2008               | 15                      | Skra Warszawa           | I liga (j)              |
| 2007/2008               | 15                      | AZS AWF Warszawa        | I liga (w)              |
| 2008/2009               | 30                      | AZS AWF Warszawa        | I liga                  |
| 2009/2010               | 15                      | Orkan Sochaczew         | I liga                  |
| 2010/2011               | 15                      | Orkan Sochaczew         | Ekstraliga              |
| 2011/2012               |                         | AZS AWF Warszawa        | Ekstraliga              |

## Kariera reprezentacyjna
Łukasiewicz występował w kadrze do lat 20 podczas rozgrywanych na początku 2006 roku w Valladolid Młodzieżowych Mistrzostw Europy. W seniorskiej reprezentacji zadebiutował 7 października 2006 roku w meczu z drużyną Andory. W tym samym meczu uzyskał swoje pierwsze przyłożenie w biało-czerwonych barwach. Również co najmniej od 2006 roku Łukasiewicz gra w kadrze w rugby 7.

### Statystyki
Stan na 19 listopada 2011 r. Wynik reprezentacji Polski zawsze podany w pierwszej kolejności.
| Występy w reprezentacji Polski | Występy w reprezentacji Polski | Występy w reprezentacji Polski                            | Występy w reprezentacji Polski | Występy w reprezentacji Polski | Występy w reprezentacji Polski |
| Lp.                            | Data                           | Stadion, miasto                                           | Przeciwnik                     | Wynik                          | Zdobyte punkty                 |
| ------------------------------ | ------------------------------ | --------------------------------------------------------- | ------------------------------ | ------------------------------ | ------------------------------ |
| 1.                             | 7.10.2006                      | Stadion Juvenii, Kraków                                   | Andora                         | 54:8                           | 5 (P)                          |
| 2.                             | 5.05.2007                      | Ryga                                                      | Łotwa                          | 33:9                           | 5 (P)                          |
| 3.                             | 19.05.2007                     | Stadion Miejski, Siedlce                                  | Malta                          | 36:3                           | 5 (P)                          |
| 4.                             | 29.09.2007                     | Campus Del Consell, Andora                                | Andora                         | 33:5                           | 0                              |
| 5.                             | 27.10.2007                     | Stadion GOSiR, Gdynia                                     | Chorwacja                      | 14:15                          | 0                              |
| 6.                             | 15.11.2008                     | Stadion miejski, Ostrawa                                  | Czechy                         | 13:7                           | 0                              |
| 7.                             | 16.05.2009                     | Stadion Dinamo, Kiszyniów                                 | Mołdawia                       | 30:28                          | 5 (P)                          |
| 8.                             | 24.04.2010                     | Stadion Króla Baudouina I, Bruksela                       | Belgia                         | 8:29                           | 0                              |
| 9.                             | 13.11.2010                     | Narodowy Stadion Rugby, Gdynia                            | Mołdawia                       | 25:36                          | 0                              |
| 10.                            | 20.11.2010                     | Sportanlage in der Feldgerichtstraße, Frankfurt nad Menem | Niemcy                         | 22:17                          | 0                              |
| 11.                            | 12.03.2011                     | Narodowy Stadion Rugby, Gdynia                            | Belgia                         | 28:21                          | 0                              |
| 12.                            | 16.04.2011                     | Stadion Suche Stawy, Kraków                               | Holandia                       | 32:18                          | 0                              |
| 13.                            | 15.10.2011                     | Stadion Sandecji, Nowy Sącz                               | Czechy                         | 20:13                          | 0                              |
| 14.                            | 12.11.2011                     | Stadion Dinamo, Kiszyniów                                 | Mołdawia                       | 17:17                          | 5 (P)                          |
| 15.                            | 19.11.2011                     | Stadion MOSiR, Gdańsk                                     | Niemcy                         | 34:8                           | 5 (P)                          |